# تپه برکمران
تپه برکمران مربوط به هزاره اول (پیش از میلاد) - دوره پارت - دوره ساسانی است و در شهرستان پیرانشهر، بخش لاجان، دهستان لاهیجان شرقی، روستای برکمران واقع شده است. این اثر در تاریخ ۳۰ دی ۱۳۸۵ با شمارهٔ ثبت ۱۶۸۲۱ به عنوان یکی از آثار ملی ایران به ثبت رسیده است.